# Leggi Bassanini
Le leggi Bassanini (identificate complessivamente anche come riforma Bassanini) indicano alcuni provvedimenti normativi della Repubblica Italiana, così dette poiché principalmente ispirate dall'allora ministro per la funzione pubblica Franco Bassanini, riguardanti la riforma della Pubblica amministrazione e la semplificazione amministrativa. Sono state emanate prevalentemente sotto il Governo Prodi I. 

## Le norme

### Legge 15 marzo 1997, n. 59 (Bassanini semel)
La prima norma fu la legge 15 marzo 1997 n. 59 che ha introdotto in particolare alcuni principi:
- la semplificazione delle procedure amministrative e dei vincoli burocratici alle attività private;
- il federalismo amministrativo, cioè il perseguimento del massimo decentramento realizzabile con legge ordinaria, senza modifiche costituzionali;
- l'introduzione del principio di sussidiarietà per il raggiungimento di interessi collettivi.

La legge delegava il governo italiano ad emanare decreti delegati al fine di sviluppare una vastissima attività di innovazione e riforma dell'intero sistema amministrativo italiano, nonché per modificare:
- il sistema delle fonti;
- le strutture di governo dello Stato;
- le modalità di collegamento tra Stato, Regioni e sistema delle autonomie locali.

Caratteristiche fondamentali dell'attività di riforma delineata furono:
1. ridefinire i rapporti e la distribuzione delle competenze fra lo Stato, le Regioni e il sistema delle autonomie locali, realizzando un ulteriore decentramento amministrativo in Italia (punto attuato col decreto legislativo 31 marzo 1998, n. 112);
2. riformare, coerentemente con il federalismo amministrativo da realizzare, la riforma della Presidenza del Consiglio, dei Ministeri e in generale degli enti pubblici nazionali, conducendo a termine il processo riformatore già avviato con la legge 23 agosto 1988, n. 400 e ripreso durante il primo governo Amato e il governo Ciampi;
3. completare le riforme di primarie strutture amministrative avviate durante il decennio precedente e in particolare quelle relative al rapporto del pubblico impiego, alla struttura e al ruolo della dirigenza pubblica, alla formazione dei funzionari e dei dirigenti della pubblica amministrazione italiana e le relative modalità di selezione e di carriera;[1]
4. rivedere le modalità di organizzazione e di funzionamento di alcuni ambiti specifici dei servizi pubblici e della disciplina pubblicistica di alcuni settori economici, mirando anche ad avviare massicci fenomeni di rilocalizzazione delle funzioni fra Stato e Regioni nonché di privatizzazione e delegificazione di alcuni settori precedentemente a forte caratterizzazione pubblicistica;
5. realizzare la semplificazione delle procedure e delle regole che presiedono all'attività amministrativa in generale e all'organizzazione e al funzionamento della pubblica amministrazione italiana;
6. riformare il sistema scolastico italiano, introducendo forme di autonomia scolastica ed estendendo anche all'organizzazione scolastica il decentramento delle autonomie funzionali già introdotto per le università in Italia e per le camere di commercio. La regolamentazione dell'autonomia scolastica venne poi disciplinata col D.P.R. 8 marzo 1999, n. 275.

### Legge 15 maggio 1997, n. 127 (Bassanini bis)
La legge n. 127/1997 accompagna alla riforma del decentramento quella della semplificazione amministrativa con l'obiettivo di ridisegnare l'organizzazione e il funzionamento dell'amministrazione pubblica con particolare riferimento a quella locale.
La principale critica politica che viene mossa alla legge Bassanini bis è che essa, contrariamente alla sua finalità dichiarata, abbia aumentato il grado di politicizzazione della burocrazia locale di Comuni e Province in special modo di quella di qualifica dirigenziale: secondo i critici il fatto che gli incarichi dirigenziali siano revocabili a discrezione degli organi di governo politici, mentre la giurisdizione sui rapporti di impiego dei dipendenti pubblici locali viene lasciata al giudice civile ordinario del lavoro, ha contribuito fortemente ad indebolire l'imparzialità della burocrazia degli enti locali favorendo la fidelizzazione politica dei dirigenti.
Infatti nella cultura giuridica applicata dai giudici civili ordinari del lavoro, non trova facilmente posto come categoria giuridica autonoma la virtù e l'imparzialità del funzionario pubblico, essendo il diritto civile del lavoro tutto basato sulle categorie semplicistiche dell'adempimento o dell'inadempimento al contratto e sul rilievo prevalentemente indennitario delle posizioni soggettive. Questo ragionevolmente comporta a livello di giudizio una sopravvalutazione dell'attitudine all'obbedienza al superiore e una considerazione meramente "quantitativa" dell'impegno profuso dai funzionari, con una conseguente rilevanza marginale di categorie di valutazione "qualitative" come ad esempio l'imparzialità procedimentale e la giusta tutela degli interessi dell'utenza e dei cittadini. (È la logica conseguenza del carattere patrimoniale-estimativo che per l'art.1174 del codice civile costituisce l'essenza di tutte le obbligazioni contrattuali prese in considerazione dal diritto civile italiano, per cui beni incommensurabili e qualitativi come l'imparzialità dei pubblici funzionari o il corretto contraddittorio nel procedimento amministrativo, o la corretta motivazione dei comportamenti amministrativi, ben difficilmente sono "conoscibili" ai sensi del diritto civile dei contratti e del lavoro).  Per tal modo è pensabile che i dirigenti comunali sarebbero di fatto incentivati a schierarsi con una parte politica (non necessariamente omogenea al governo politico dell'ente locale, dato che a volte i funzionari possono formare a loro volta una compatta opposizione interna) quale unico mezzo per vedersi garantita la carriera o almeno la posizione.
Le innovazioni della bassanini bis comportarono essenzialmente:
- la riforma dei procedimenti (snellimento);
- la riforma degli uffici (riorganizzazione);
- la delega al governo italiano a riformare i corsi di studio universitari.[4]

### Legge 16 giugno 1998, n. 191 (Bassanini ter)
La norma contiene delle modifiche ed integrazioni alle leggi 15 marzo 1997, n.59, e 15 maggio 1997, n.127, nonché norme in materia di formazione del personale dipendente e di lavoro a distanza nelle pubbliche amministrazioni.
Nel testo sono contenute anche disposizioni in materia di edilizia scolastica.

### Legge 8 marzo 1999, n. 50 (Bassanini quater)
Questa legge rappresentò il primo tentativo di riforma organica della Presidenza del Consiglio, della struttura del Consiglio dei Ministri e dell'ordinamento dei ministeri.
Tale provvedimento ha delineato un nuovo assetto dell'organizzazione ministeriale, muovendo in tre diverse direzioni:
1. è stata operata una riduzione degli apparati ministeriali: i ministeri sono divenuti dodici; il personale è stato raggruppato in un ruolo unico, in modo da assicurarne la mobilità; si è sancito il principio della flessibilità nell'organizzazione, stabilendo – salvo che per quanto attiene al numero, alla denominazione, alle funzioni dei ministeri ed al numero delle loro unità di comando – una ampia delegificazione in materia
2. in un'ottica policentrista, sono state istituite dodici agenzie governative  con funzioni tecnico-operative che richiedono particolari professionalità e conoscenze specialistiche, nonché specifiche modalità di organizzazione del lavoro
3. si è provveduto alla concentrazione degli uffici periferici dell'amministrazione statale con la creazione degli Uffici Territoriali del Governo (UTG) che hanno assorbito le Prefetture.

I 12 ministeri previsti erano:
1. Ministero degli Affari esteri, che attende ai rapporti internazionali
2. Ministero dell'Interno, che ha attribuzioni differenziate: tutela della sicurezza pubblica, protezione civile, cittadinanza e immigrazione, funzionamento degli enti locali
3. Ministero della Giustizia, che si occupa prevalentemente dell'amministrazione degli organi giudiziari, svolgendo anche le funzioni dell'ufficio di Guardasigilli
4. Ministero della Difesa, che è preposto alla gestione delle forze armate
5. Ministero dell'Economia e delle finanze, che provvede essenzialmente alla politica di gestione della spesa, di bilancio e fiscale, nonché delle entrate finanziarie dello Stato
6. Ministero delle Attività produttive, che esercita le attribuzioni in materia di industria, commercio e artigianato, rapporti commerciali con l'estero, comunicazioni, turismo
7. Ministero delle Politiche agricole e forestali, che esercita le competenze in materia di agricoltura, trasformazione agroalimentare, gestione delle foreste e della pesca, sia in campo nazionale che in campo europeo
8. Ministero dell'Ambiente e della tutela del territorio, che sovrintende alla promozione, alla conservazione e al recupero delle condizioni ambientali e del patrimonio naturale nazionale
9. Ministero delle Infrastrutture e dei trasporti, che si occupa della politica delle infrastrutture, gestisce e organizza il sistema dei trasporti
10. Ministero del Lavoro, della salute e delle politiche sociali, che è competente in materia di lavoro, previdenza sociale, tutela della salute e coordinamento dei servizi sanitari regionali
11. Ministero dell'Istruzione, dell'università e della ricerca, che amministra il sistema formativo pubblico scolastico, il sistema formativo pubblico universitario e la ricerca scientifica e tecnologica
12. Ministero per i Beni e le attività culturali, che assicura la tutela, la promozione e la valorizzazione del patrimonio culturale e delle attività culturali

Le 12 agenzie previste erano:
1. Agenzia di protezione civile (Interno)
2. Agenzia delle entrate (Economia e finanze)
3. Agenzia delle dogane (Economia e finanze)
4. Agenzia del territorio (Economia e finanze)
5. Agenzia del demanio (Economia e finanze)
6. Agenzia industrie difesa (Difesa)
7. Agenzia per le normative ed i controlli tecnici (Attività produttive)
8. Agenzia per la proprietà industriale (Attività produttive)
9. Agenzia per la protezione dell'ambiente e per i servizi tecnici (Ambiente e tutela del territorio)
10. Agenzia dei trasporti terrestri e delle infrastrutture (Infrastrutture e trasporti)
11. Agenzia per la formazione e l'istruzione professionale (Lavoro, salute e politiche sociali - Istruzione, università e ricerca)
12. Agenzia per il Servizio civile (Presidenza del Consiglio dei ministri)

Era previsto che la riforma entrasse in vigore con la XIV Legislatura, ma non entrò mai in vigore integralmente, poiché il II Governo Berlusconi la modificò alla sua entrata in carica. I ministeri aumentarono e solo alcune delle agenzie furono costituite: l'Agenzia per la Protezione Civile, che venne poi abolita e riconfluì nel vecchio Dipartimento della Protezione Civile, le Agenzie del Ministero dell'Economia (Agenzia delle Entrate, Agenzia delle Dogane, Agenzia del Territorio, Agenzia del Demanio), istituite nel 1999, in deroga alla generale entrata in vigore della Riforma Bassanini nel 2001, l'Agenzia per la Protezione dell'Ambiente e per i servizi Tecnici (APAT) e l'Agenzia Industrie Difesa, istituite nel 2001.

## I regolamenti di attuazione e organizzazione
Alla luce del mutato quadro normativo, nell'ambito dei singoli ministeri furono adottati nuovi regolamenti di organizzazione.
| Ministero                                 | Regolamento |
| ----------------------------------------- | --- |
| Istruzione                                | DPR 347/2000 |
| Sanità                                    | DPR 435/2000 |
| Beni culturali                            | DPR 441/2000 |
| Politiche agricole                        | DPR 450/2000 |
| Giustizia                                 | DPR 55/2001 |
| Economia e finanze (cfr. d.lgs. 173/2003) | - Finanze: DPR 121/2001 (uff.dir.coll.), DPR 107/2001 (dip. pol. fiscali) - Tesoro, bilancio e programmazione economica: DPR 38/1998 (org.), DPR 154/1998 (org.), 147/2001 (org.), DPR 451/2001 (uff. dir.coll.) - Economia e finanze: - DPR 227/2003 (uff.dir.coll.) - DPR 43/2008 (riorganizzazione generale) - DPR 67/2013 - DPR 103/2019 |
| Attività produttive                       | DPR 175/2001 |
| Lavoro, salute e politiche sociali        | DPR 176/2001 |
| Infrastrutture                            | DPR 177/2001 |
| Ambiente                                  | DPR 178/2001 |
| Esteri                                    | (DPR 18/1967) DPR 233/2001 |
| Interno                                   | DPR 398/2001 |
| Difesa                                    | (DPR 1478/1965), DPR 145/2009 |